# Purchawka jeżowata

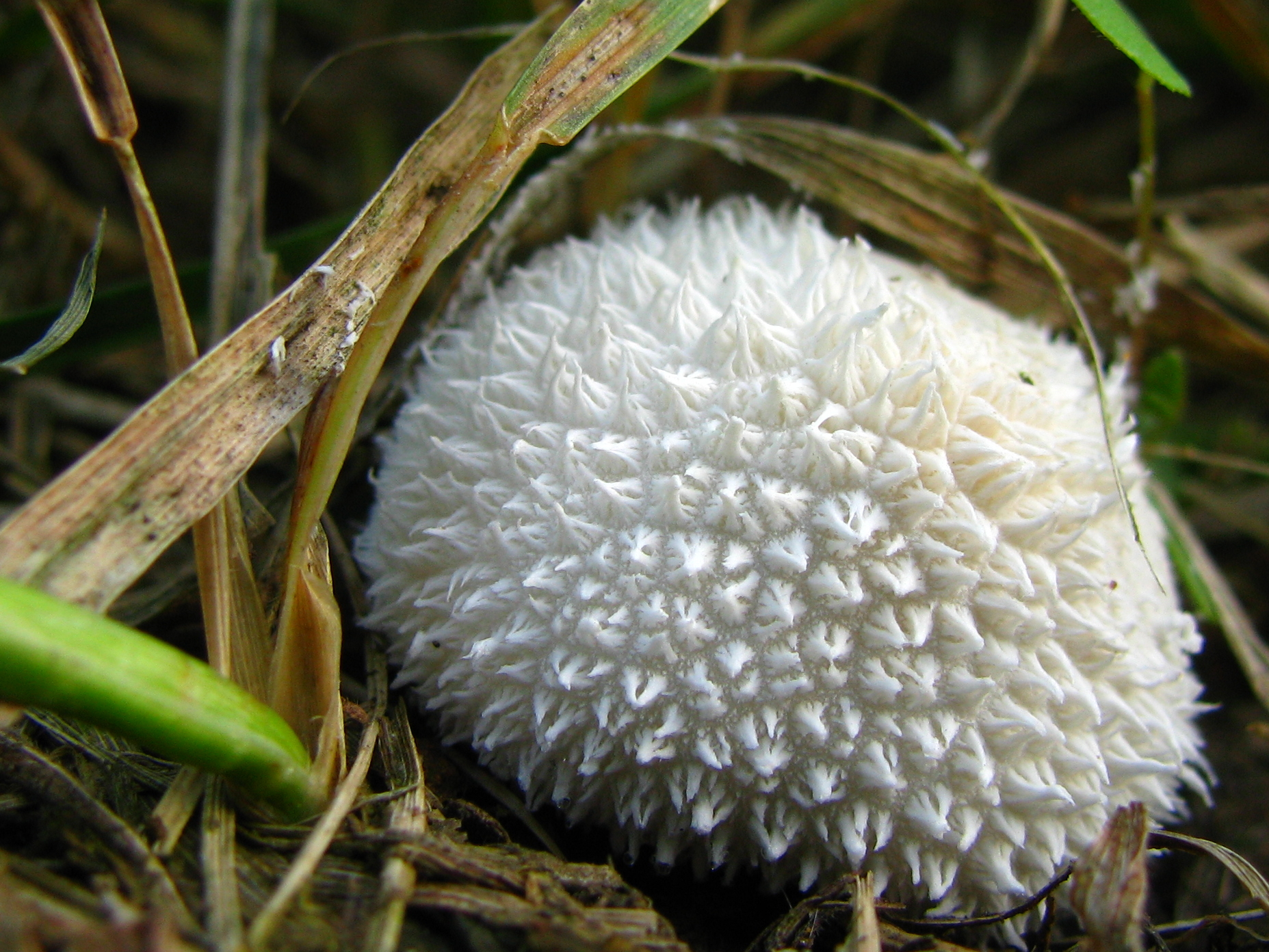

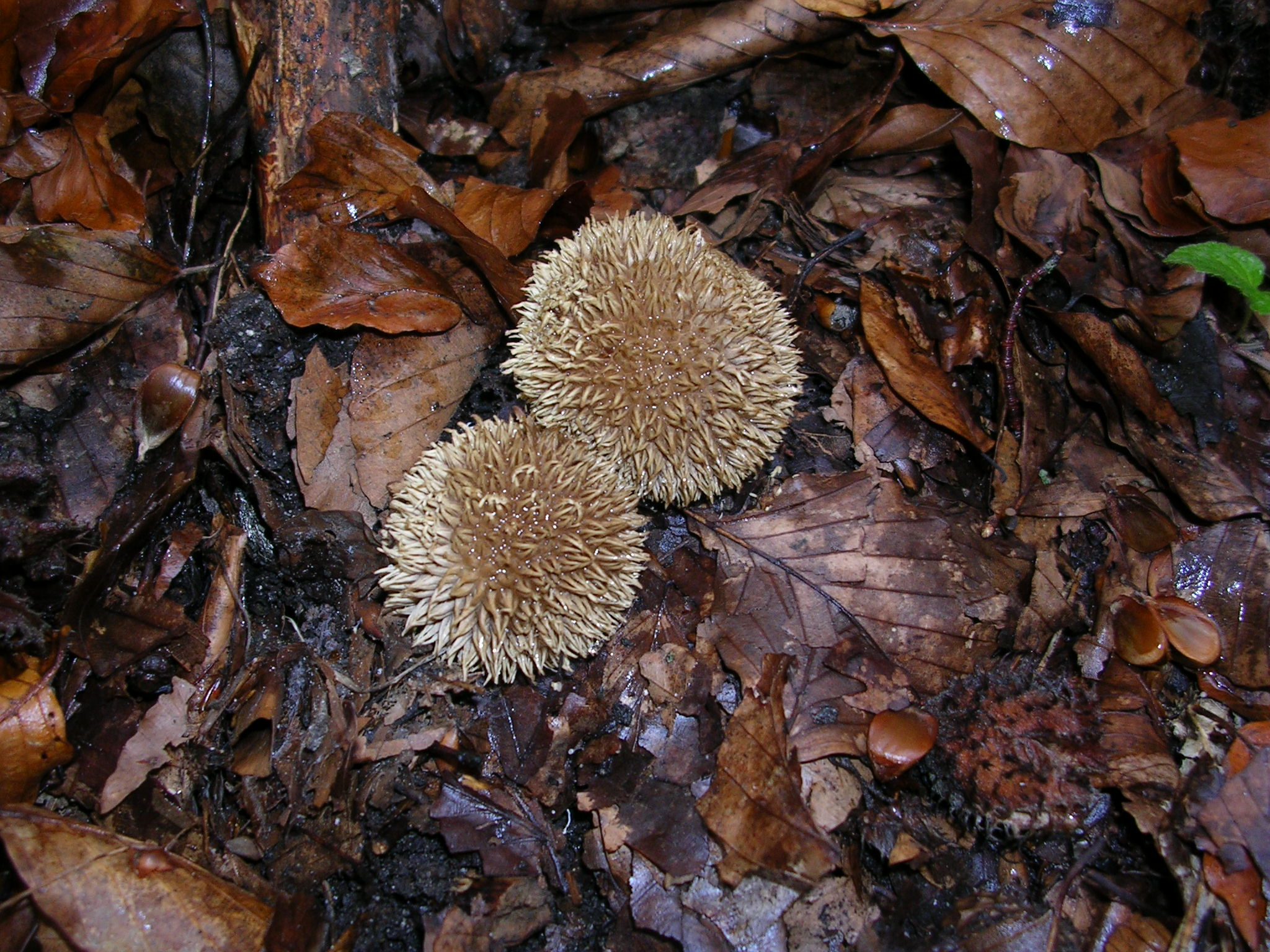

Purchawka jeżowata (Lycoperdon echinatum Pers.) – gatunek grzybów z rodziny purchawkowatych (Lycoperdaceae).

## Systematyka i nazewnictwo
Pozycja w klasyfikacji według Index Fungorum: Lycoperdon, Lycoperdaceae, Agaricales, Agaricomycetidae, Agaricomycetes, Agaricomycotina, Basidiomycota, Fungi.
Synonimy naukowe:
- Lycoperdon gemmatum var. echinatum (Pers.) Fr. 1829
- Lycoperdon hoylei Berk. & Broome 1871
- Utraria echinata (Pers.) Quél. 1873[2].

Nazwę polską podał Stanisław Chełchowski w 1898 r. W polskim piśmiennictwie mykologicznym gatunek ten opisywany był też jako purchawka najeżona.

## Morfologia
Owocniki
Odwrotnie gruszkowate lub kuliste o średnicy 2–6 cm. Dolna ich część jest krótko zwężona i połączona z podłożem białawymi strzępkami grzybni. Osłona zewnętrzna (egzoperydium) początkowo jasnobrązowa, ciemnobrązowa, w końcu umbrowa. Posiada gęste, ostre, klinowate i kanciaste kolce o długości do 5 mm. Kolce te nie stykają się wierzchołkami. Po ich odpadnięciu pozostaje siateczkowaty wzór w postaci wielokątnych areolek. Kolce u podstawy owocnika są dużo krótsze. Endoperydium jest miękkie, papierowate, początkowo białe, potem jasnokremowe, jasnobrązowe, w końcu ochrowobrązowe. Dojrzały owocnik pęka kolistym otworem na szczycie. Podglebie jest nieduże, dość zwarte, z niewielkimi komorami. Początkowo jest białe, potem szarofioletowe. Podczas dojrzewania owocnika stopniowo przechodzi w kolumellę. Wnętrze owocnika wypełnia gleba. Początkowo jest biała, potem szarofioletowa, w końcu czekoladowobrązowa.
Cechy mikroskopowe
Zarodniki kuliste, o średnicy do 6 μm, nie hialinowe. Są grubo brodawkowane i posiadają krótko ułamane sterygmy, resztki sterygm tkwią w hymenium obok zarodników. Włośnia jest elastyczna, dość gruba. Jej strzępki są brązowe, średnio rozgałęzione, o grubości do 7 μm, dość grubościenne (mają ściany o grubości ok. 1μm) i posiadają małe jamki.
Gatunki podobne
Purchawkę jeżowatą można pomylić z purchawką brunatną (Lycoperdon umbrinum), która też jest w brązowawych odcieniach, lecz ma krótsze kolce.

## Występowanie i siedlisko
Występuje w Ameryce Północnej i Środkowej, Europie i Azji. W Polsce jest rzadsza od innych purchawek, w piśmiennictwie naukowym podano jednak liczne jej stanowiska. Znajduje się na Czerwonej liście roślin i grzybów Polski. Ma status R – potencjalnie zagrożony z powodu ograniczonego zasięgu geograficznego i małych obszarów siedliskowych. Znajduje się na listach gatunków zagrożonych także w Estonii, Norwegii, Szwecji, Finlandii i Niemczech.
Rośnie od lipca do października, zwykle w lasach liściastych, pod bukami na glebach wapiennych, na ziemi, rzadko przechodzi na zmurszałe drewno.

## Znaczenie
Grzyb naziemny, saprotrof. Według niektórych autorów jest jadalna, ale tylko młode osobniki. Jak wszystkie purchawki, można ją jeść do czasu, gdy wnętrze jest biało zabarwione. Później też jest nietrująca, lecz prawie nieprzydatna, ponieważ szybko się rozpada. Inni uważają, że jest grzybem niejadalnym, gdyż jej kolce są trudne do usunięcia, zresztą w Polsce nie ma tradycji spożywania purchawek.